# Waigatsch (Schiff, 1990)
Der Atomeisbrecher Waigatsch (russisch: Вайгач) ist ein russischer nuklear angetriebener Eisbrecher der Taymyr-Klasse, der in den arktischen Küstenregionen und in der Lotsenfahrt in den Mündungen sibirischer Flüsse im Einsatz ist.
Mit einer Antriebsleistung von 36 MW, die von einem installierten Kernreaktor erbracht wird, kann die Waigatsch Eis-Dicken bis zu 2 Metern brechen. Dagegen können die im Nordpolarmeer eingesetzten leistungsstärkeren Eisbrecher der Arktika-Klasse mit je zwei installierten Kernreaktoren und einer Antriebsleistung von 55,3 MW (75,000 PS) bis zu 5 Meter dickes Eis brechen.
Der Eisbrecher wurde 1987 im Auftrag der Murmansk Shipping Company auf der finnischen Werft Wärtsilä Marine gebaut. Der Kernreaktor vom Typ KLT-40M wurde 1989 auf der Werft Baltisches Werk in Leningrad (heute Sankt Petersburg) eingebaut. 1990 wurde das Schiff in Dienst gestellt.
In der Taymyr-Klasse wurde 1989 noch ein zweites baugleiches Schwesterschiff, die Taymyr gebaut. Die ursprüngliche Planung für beide Schiffe sah für die Kernreaktoren Einsatzzeiten von 100.000 Stunden (11,4 Jahre) vor. Im Februar 2018 erreichte die Waigatsch eine Einsatzzeit von 177.205 Stunden (20,2 Jahre), die bisher längste Betriebszeit eines russischen Atomeisbrechers. Zwischenzeitlich wurden die Einsatzzeiten der Schiffe verlängert: Waigatsch bis 2026 und Taymyr bis 2027.

## Schiffstechnische Daten
Die Waigatsch hat eine Wasserverdrängung von 21.000 Tonnen. Mit einer Gesamtlänge von 151,8 m und 29,2 m Breite ist sie etwas kleiner als die der Arktika-Klasse (173 Meter lang). Der maximale Tiefgang beträgt 9 Meter, in flacheren Gewässern der Flüsse, Flussmündungen kann der Tiefgang auch auf 7,5 Metern reduziert werden.
Nach dem russischen Seeschifffahrtsregister ist die Waigatsch in die Eisklasse LL2 eingestuft, die für Eisbrecher-Operationen in arktischen Küstenrouten in ebenem Eis mit einer Dicke von bis zu 2 Metern im Winter und Frühling gilt.
Das Schiff bietet Platz für eine Besatzung von etwa 138 Personen. Im Heck gibt es ein Helideck und einen Hangar für einen Kamov Ka-32 Hubschrauber. Als Escort-Eisbrecher ist die Waigatsch mit einer Standard-Schleppwinde für das Schleppen unter schwierigen Bedingungen ausgestattet.
Am Schiffsrumpf, unterhalb der Wasserlinie sind Düsen angebracht, aus denen Druckluft ausgeblasen werden kann, um bei Eisgang die Reibung zwischen dem Stahl des Unterschiffes und dem Eis zu verringern.

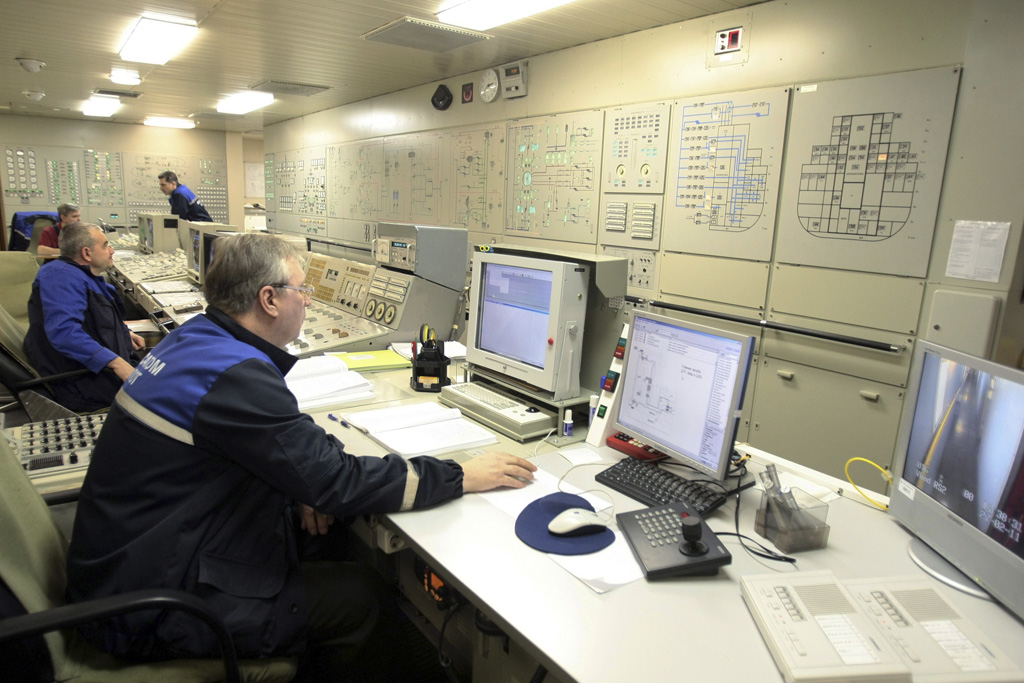
Reaktor-Kontrollraum der Waigatsch

## Antriebssystem
Mit dem mittschiffs installierten Kernreaktor vom Typ KLT-40M verfügt die Waigatsch über einen nuklear-turboelektrischen Antrieb. Der vom Kernreaktor mit einer Wärmeleistung von 171 MW erzeugte Dampf wird auf zwei Turbinengeneratoren geleitet, die aus sowjetischen Dampfturbinen und Siemens-Generatoren bestehen. Der erzeugte Strom wird auf drei Antriebsmotoren geleitet, die die über drei Wellen verbundenen Schiffspropeller antreiben. Weiterhin werden andere Bordverbraucher mit dem nuklear erzeugten Strom versorgt. Das Schiff erreicht im offenen Wasser eine Geschwindigkeit von 18,5 Knoten und 3 Knoten in 2,2 Meter dickem Eis.
Zusätzlich zur nuklearen Stromversorgung stehen zur Ersatzstromversorgung drei 16-Zylinder - Dieselgeneratoren zur Verfügung. Zwei der Stromaggregate können die Antriebsmotoren mit einer Leistung von etwa 4 MW versorgen, während der dritte die Hilfsstromversorgung sicherstellt.

## Sicherheitskonzept
Für die Kollisionssicherheit des Schiffes ist der Reaktorraum strukturell abgeschirmt. Es wird unterstellt, dass ein 25.000 Tonnen schwerer Frachter mit 7 Knoten (13 km/h) den Eisbrecher mittschiffs trifft, den Reaktor dabei aber nicht gefährdet. Darüber hinaus sind alle kritischen Systeme gedoppelt, um auch nach einer Kollision die Betriebsfähigkeit des Schiffes zu erhalten.

## Störfall
Am 14. Dezember 2011 eskortiert die Waigatsch Handelsschiffe auf dem Weg von Dudinka nach Murmansk, als ein Feuer in zwei benachbarten Kabinen ausbrach. Die Besatzung brauchte mehr als zwei Stunden, um das Feuer unter Kontrolle zu bringen. Zwei Besatzungsmitglieder starben und ein dritter wurde schwer verletzt. Schäden an der Kernreaktoranlage des Schiffes traten nicht auf. Als mögliche Ursachen wird ein Gerätekurzschluss in der vom Brand betroffenen Kabine angenommen.